# Marcel Bertrand (homme politique)
Pour les articles homonymes, voir Marcel Bertrand et Bertrand.
Marcel Bertrand, né le 6 novembre 1904 et mort le 19 septembre 1961, est un homme politique français.

## Détail des fonctions et des mandats
Mandat parlementaire
- 26 avril 1959 - 19 septembre 1961 : Sénateur du Nord